# Fassmer MPV 25
Fassmer MPV 25 ist die Werftbezeichnung einer Baureihe von Verkehrssicherungsschiffen der Fassmer-Werft in Berne, von der zwei Einheiten für das damalige Wasser- und Schifffahrtsamt Bremen gebaut wurden.

## Geschichte
Die Schiffe wurden von der Fachstelle Maschinenwesen Nord bei Fr. Fassmer bestellt und 2008 bzw. 2012 abgeliefert. Das erste Schiff der Baureihe, die Weserland, wurde am 14. August 2008 beim Außenbezirk Farge des damaligen Wasser- und Schifffahrtsamtes Bremen getauft. Die Baukosten für das Schiff beliefen sich auf 3,4 Mio. Euro. Als zweite Einheit wurde am 8. August 2012 die Weserplate, die mit 26,81 Metern Länge etwas länger als die 25,60 Meter lange Weserland ist, beim Außenbezirk Farge getauft. Die Baukosten für dieses Schiff beliefen sich auf 4,2 Mio. Euro.

## Einsatz
Die als Binnenschiffe klassifizierten Schiffe werden vom Wasserstraßen- und Schifffahrtsamt Weser-Jade-Nordsee auf der Weser, der Lesum und der Hunte eingesetzt. Aufgaben sind Unterhaltungs- und Servicearbeiten an festen und schwimmenden Schifffahrtszeichen und wasserbaulichen Anlagen, Aufsichts- und Kontrollfahrten, Peilungen sowie Versorgungs- und Transportaufgaben. Die Fahrzeuge können auch als Schubboot eingesetzt werden. Hierfür sind sie mit Schubschultern ausgestattet. Weiterhin sind sie für das Längsseitschleppen von Pontons, Schuten oder Prahmen geeignet.
Die Schiffe werden von einer zweiköpfigen Besatzung gefahren. Die Reichweite der Schiffe beträgt rund 900 Seemeilen.

## Technische Daten
Die Schiffe werden von zwei Dieselmotoren mit jeweils 216 kW Leistung angetrieben, die auf zwei Schottel-Ruderpropeller mit Kortdüse wirken. Als Querstrahlsteueranlage ist ein Pump-Jet verbaut. Bei der Weserland wurden Dieselmotoren von Iveco verbaut, bei der Weserplate kommen Motoren von Volvo-Penta (Typ: D9 300MH) zum Einsatz. Der Pump-Jet der Weserland hat 99 kW Leistung. Bei der Weserplate wird der Pump-Jet von einem Volvo-Penta-Motor (Typ: D5A-TA) mit 118 kW Leistung angetrieben. Für die Stromversorgung stehen zwei Dieselgeneratoraggregate zur Verfügung.
Vor dem im hinteren Bereich der Schiffe angeordneten Deckshaus befindet sich ein offenes Arbeitsdeck. Das Arbeitsdeck ist über eine hydraulisch betriebene Bugrampe zugänglich. Auf dem Arbeitsdeck befindet sich ein Hydraulikkran, der 1,2 t heben kann. Die Schiffe können auf dem Arbeitsdeck 15,3 t laden und transportieren.
Im Deckshaus sind auf dem Hauptdeck ein Aufenthaltsraum, Pantry und sanitäre Einrichtungen für die Besatzung sowie eine Werkstatt eingerichtet. Darüber befindet sich das Brückendeck, das mit einem Stülpsteuerhaus versehen ist, bei dem der obere Teil über den unteren Teil abgesenkt werden kann, um so die lichte Höhe des Fahrzeuges zum Unterqueren von Brücken zu verringern. Zum Unterqueren von Brücken ist auch der Mast hydraulisch klappbar. Im Rumpf befindet sich der Maschinenraum.

## Schiffe
| Fassmer MPV 25 | Fassmer MPV 25 | Fassmer MPV 25 | Fassmer MPV 25 |
| Bauname        | Baunummer      | ENI-Nummer     | Ablieferung    |
| -------------- | -------------- | -------------- | -------------- |
| Weserland      | 3030           | 05041690       | August 2008    |
| Weserplate     | 5025           | 05042300       | August 2012    |